# Ellis Miah
Ellis Miah (nacido el 21 de marzo en la ciudad de Nueva York) es un compositor, productor discográfico, vocalista y DJ estadounidense de ascendencia bangladesí y caribeña. Ha situado más de 17 discos en varias listas de Billboard, incluyendo Billboard 200, Electronic Album, Club Play y Maxi Singles como parte de los equipos de producción Orange Factory y Beat Hustlerz.  Como compositor, productor y remezclador ha trabajado con artistas como Miley Cyrus,  Backstreet Boys, Annie Lennox, RuPaul, Big Freedia, Siedah Garrett, Todrick Hall, y Loleatta Holloway.
En 2014 Miah fundó el sello discográfico boutique Bodega Superette. Su primera artista fue Zarina Nares, hija del famoso artista Jamie Nares, cuyo EP de debut “I'm To Blame” fue producido por Miah y lanzado a finales de 2014.
La música de Miah también ha aparecido ampliamente en películas y televisión, incluyendo Sex and the City, Ray J y Brandy Family Business, Hit the Floor, Brokenhearts Club, RuPaul's Drag Race, Dragrace Allstars, y Punks. En 2013, "Sugar Daddy's Little Girl", producida y coescrita por Miah, se utilizó en los anuncios nacionales de Klondike Choco-Taco. También en 2013, junto con Keo Nozari, compuso el tema principal de ABC Nightline Prime. 